# حارة بير غيداء (صنعاء)
حارة بير غيداء هي إحدى حارات حي سبأ بمديرية شعوب إحد مديريات العاصمة اليمنية صنعاء، بلغ تعداد سكانها 1693 نسمة حسب تعداد اليمن لعام 2004.